# Westergellersen
Westergellersen er en kommune i den vestligste del af Landkreis Lüneburg, beliggende vest for byen Lüneburg, i den tyske delstat Niedersachsen.

## Geografi
Westergellersen ligger omkring 10 km vest for Lüneburg mellem naturområderne Lüneburger Heide og Elbufer-Drawehn. Kommunen er en del af Samtgemeinde Gellersen der har administrationen i Reppenstedt.